# テイン・プラムツリー
テイン・プラムツリー（Taine Plumtree、2000年3月9日 - ）は、ウェールズ出身のプロラグビー選手。ユナイテッド・ラグビー・チャンピオンシップのスカーレッツに所属している。

## 経歴
父ジョン・プラムツリーは、元7人制ニュージーランド代表で、ラグビーコーチ。父がスウォンジーRFC（ウェールズ）のコーチをしていた頃に、ウェールズでテインが生まれた。
2019年、U20ニュージーランド代表として、ワールドラグビーU20チャンピオンシップに出場。
2020年からニュージーランド州代表選手権（NPC）のウェリントン・ライオンズに所属。
2021年、スーパーラグビーのブルーズ（ニュージーランド）に選ばれ、スーパーラグビーデビューを果たす。
2023年6月27日、ユナイテッド・ラグビー・チャンピオンシップのスカーレッツ（ウェールズ）と契約した。
2023年7月、ウェールズ代表のスイス合宿に加わった。
2023年8月5日、 イングランド代表とのテストマッチで控えから出場し、ウェールズ代表キャップを獲得した。ケガのため、ワールドカップ2023への出場はならなかった。
同2023年9月、プレシーズンの親善試合でバーバリアンズと対戦し、スカーレッツでの初出場を果たす。その後、10月からのスカーレッツ南アフリカ遠征でブルズ（南アフリカ共和国）と対戦し、スカーレッツでの公式戦デビューを果たした。